# أويكاليا (تريكالا)
أويكاليا (Οιχαλία) هي مدينة في تريكالا في مقاطعة فوريا إلادا في اليونان.